# Герб Говтви

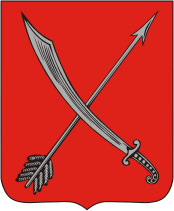

Герб Говтви — наданий у 1-й половині 17ст.

## Опис
На щиті у червоному полі покладені хрестоподібно срібна шабля і стріла з гострими кінцями вгору.

## Історія
Затверджений 1782 р. Був уніфікований у 1857р за системою Б. Ф. Коне. Існував до 1917 р.